# Euphyia brunneata
Euphyia brunneata là một loài bướm đêm trong họ Geometridae.